# Brunnenhalle (Bad Kissingen)

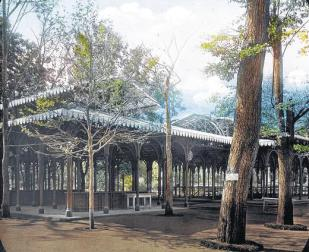
Brunnenhalle (Außenansicht) um 1905

Die eiserne Brunnenhalle (auch Brunnenpavillon und Brunnentempel genannt) im bayerischen Staatsbad Bad Kissingen wurde 1841 im Auftrag des bayerischen Königs Ludwig I. nach Entwürfen des Baumeisters Friedrich von Gärtner errichtet und am 15. Mai 1842 eingeweiht. Es war der erste Ingenieurbau Bayerns und eines der ersten Gebäude Deutschlands, das ganz als  gusseiserner Skelettbau errichtet wurde und galt damals als der herausragendste Brunnenbau aller europäischen Kurbäder. Die Halle wurde 1909 wieder abgerissen und an derselben Stelle 1911 durch die heutige, vollständig massiv gebaute Brunnen- und Wandelhalle ersetzt, die einen vom Wetter unabhängigen Aufenthalt erlaubte.

## Allgemeines

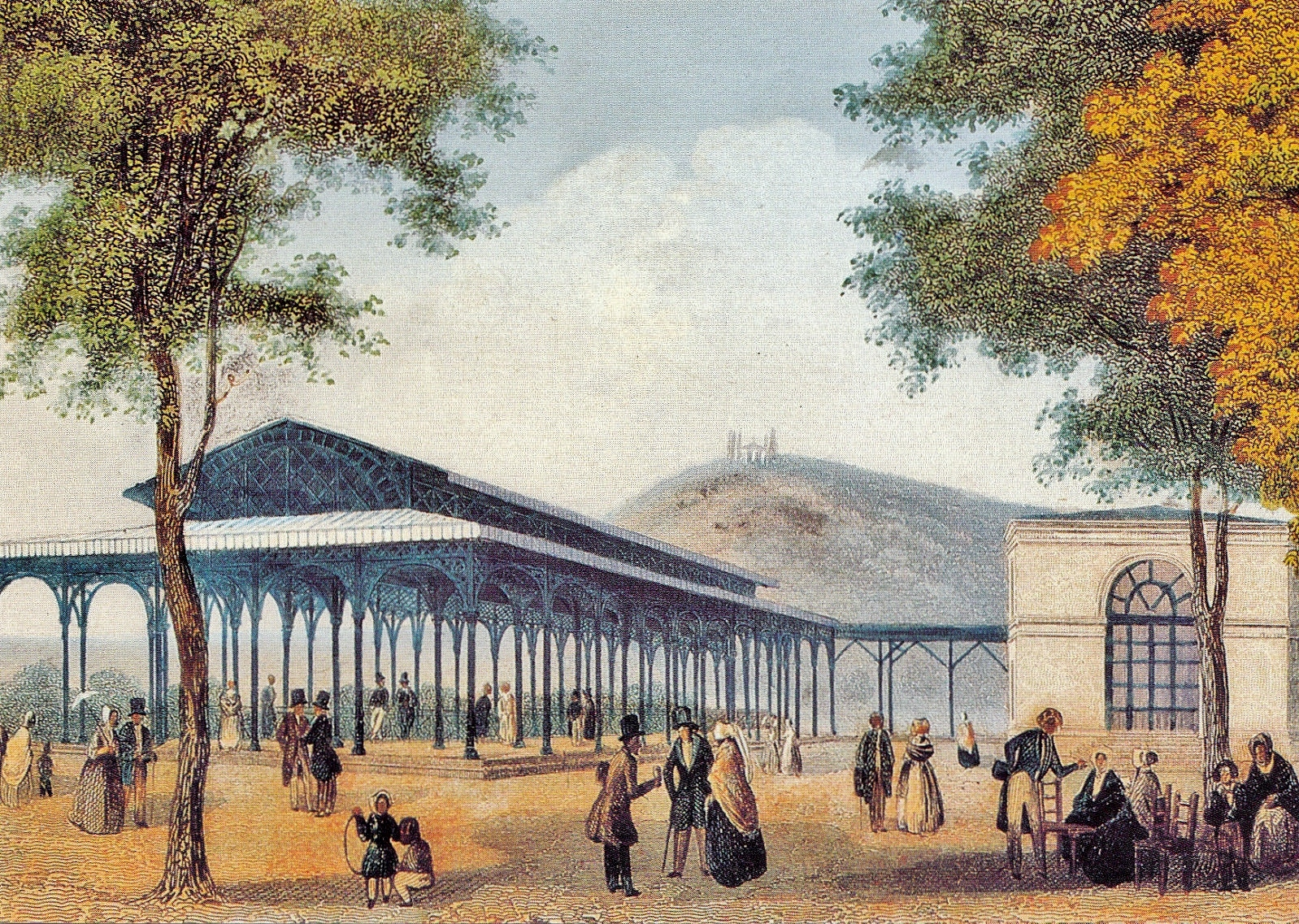
Brunnenhalle mit Arkadenbau um 1845

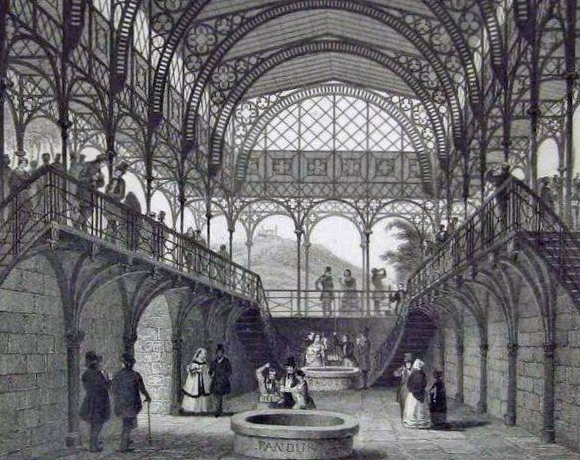
Brunnenhalle (Innenansicht) um 1845

Die Überdachung der Quellen Rakoczy und Pandur war bereits seit 1835 von der Kreisregierung geplant. Am 14. Januar 1836 genehmigte König Ludwig I. deren Bau und schon am 6. März 1837 genehmigte er auch die Entwürfe von Friedrich von Gärtner, die zuvor vom Baukunstausschuss in der Ausdehnung des Baues geändert worden waren. Allerdings wurde der eigentlich für den neuen Brunnenpavillon bereitgestellte Finanzierungsfond zur Deckung der für den Arkadenbau (1838) angefallenen Mehrkosten benötigt, wodurch sich der Baubeginn der gusseisernen Brunnenhalle bis 1841 verzögerte. Zur Einweihung wurden Gedenkmünzen mit folgender Aufschrift geprägt: „Ludwig I., König von Bayern, gab diesem Kurorte den abermaligen Beweis seiner Aufmerksamkeit durch die ganz aus Gusseisen ausgeführte Bedeckung der Heilquellen, ausgeführt und vollendet 15. Mai 1842.“
Die Brunnenhalle stand am südlichen Rand des mehr als hundert Jahre zuvor von Balthasar Neumann angelegten Kurgartens, direkt angeschlossen ans südliche Ende des langen Arkadenganges des ebenfalls von Friedrich von Gärtner vier Jahre zuvor am westlichen Rand des Kurgartens errichteten Arkadenbaues. Es war eine offene Halle aus Guss- und Schmiedeeisen auf steinernem Fundament, in dessen Mitte in einem tiefer gelegten Becken die beiden Heilbrunnen Rakoczy und Pandur aufgenommen waren. Zweck der Halle war, den Gästen einen damals angemessenen Unterstand zu bieten und zugleich die beiden Heilbrunnen Rakoczy und Pandur vor Oberflächenwasser und Verunreinigung zu schützen.

## Baumeister und Ausführende
Der Entwurf stammte von Friedrich von Gärtner, damals königlich bayerischer Oberbaurat und Direktor der Akademie der Bildenden Künste München. Der Oberbau der Brunnenhalle wurde beim königlichen Berg- und Hüttenamt in Bergen (Chiemgau) gegossen und zusammengesetzt, dessen damaliger Amtsvorstand der königliche Bergmeister Franz Paul Bergmann war. Die Modellierung und Ausführung der Gussstücke und die Aufstellung vor Ort geschah unter Aufsicht von B. Huber, königlich bayerischer Oberwerkmeister des Berg- und Hüttenwesens. Die vier gusseisernen Treppen hinab ins Quellenbecken sowie die vier Treppen zu den Galerien wurden in der von Bergmeister Eberhard Joseph von Streber geleiteten königlichen Eisengießerei in Bodenwöhr ausgeführt. Das Fundament mit dem steinernen Quellenbecken wurde vom königlichen Bauinspektor Ludwig Krämer entworfen.

## Baubeschreibung
Der vollständig aus Eisen ausgeführte Hallenbau über den beiden Heilbrunnen war etwa 23 Meter lang und elf Meter breit. Der Oberbau der Halle wurde von 56 Säulen getragen. Zu beiden Seiten des Hallenbodens führten jeweils zwei Treppen in ein tiefer gelegtes steinernes Quellenbecken sowie jeweils zwei Treppen zu den beidseitigen Galerien, die von Wandsäulen und 84 Viertelbögen getragen wurden.
Der Mittelbau mit seinen beiden Giebeln, dessen zehn reich verzierte Bögen von knapp 7 Meter Spannweite das zeltartige, weiß-blau quergestreifte Hauptdach trugen, war bis an seinen Dachfirst etwa 7½ Meter hoch. Die Höhe an den Seitenwänden lag bei 6½ Meter. Die den Mittelbau ringsum einfassenden und mit einem eigenen Dach versehenen Arkaden hatten eine Höhe von knapp über 4 Metern bis an den Dachansatz.
Der Bau bestand aus 1124 größeren Gussstücken und unzähligen schmiedeeisernen Teilen und Schrauben zur Verbindung der Gussstücke. Das Gesamtgewicht aller Eisenbauteile betrug 1.734 bayerische Zentner (1 bayerischer Zentner = 56 Kilogramm; heute 1.942 Zentner), die aus Eisenblech gefertigte Dachbedeckung 16 bayerische Zentner (heute 18 Zentner) und 15 bayerische Pfund (heute 8,4 Kilogramm).

## Baukosten
Der damalige Warenwert aller guss- und schmiedeeisernen Bauteile wurde mit 27.000 Gulden angegeben, die Transport- und weiteren Nebenkosten mit etwa 5.000 Gulden. Der Grundbau kostete rd. 20.000 Gulden. Die Gesamtkosten von heute etwa 325.000 Euro (1 Gulden = 6,24 Euro) wurden vom bayerischen Staat übernommen.